# Stephen Harper
Stephen Joseph Harper (Toronto, 30 aprile 1959) è un politico canadese, ventiduesimo Primo ministro del Canada dal 6 febbraio 2006 al 4 novembre 2015, e leader del Partito Conservatore del Canada dal 20 marzo 2004 al 19 ottobre 2015.
Dal 2018 è presidente dell'Unione Democratica Internazionale.

## Biografia
Laureato all'Università di Calgary in economia, inizia l'attività politica negli anni 1980, inizialmente come liberale, quindi come conservatore progressista, partito che lascerà nel 1986 per partecipare alla fondazione dell'oggi defunto Partito della Riforma; per tale partito corre come candidato al parlamento presso il collegio di Calgary Ovest per la prima volta nel 1988, ma riesce a vincere un seggio Parlamento solo cinque anni dopo, nel 1993. Rinuncia a candidarsi nel 1997 a causa di tensioni con il leader del suo partito Preston Manning.
Harper rientra in politica nel 2002 riuscendo a farsi eleggere leader dell'erede del vecchio Partito Riformista, l'Alleanza Canadese, con il 55% dei voti congressuali. Eletto in parlamento sempre nel 2002 in una elezione suppletiva presso il seggio di Calgary Sud-Ovest, durante la sua leadership propone l'unione dei due partiti della destra canadese, l'Alleanza e il Partito Conservatore Progressista, che viene ratificata nel 2003. Eletto leader del nuovo Partito Conservatore del Canada nel 2004, partecipa alle elezioni dello stesso anno senza tuttavia riuscire a battere i liberali di Paul Martin, sebbene ora privi della maggioranza assoluta del parlamento.

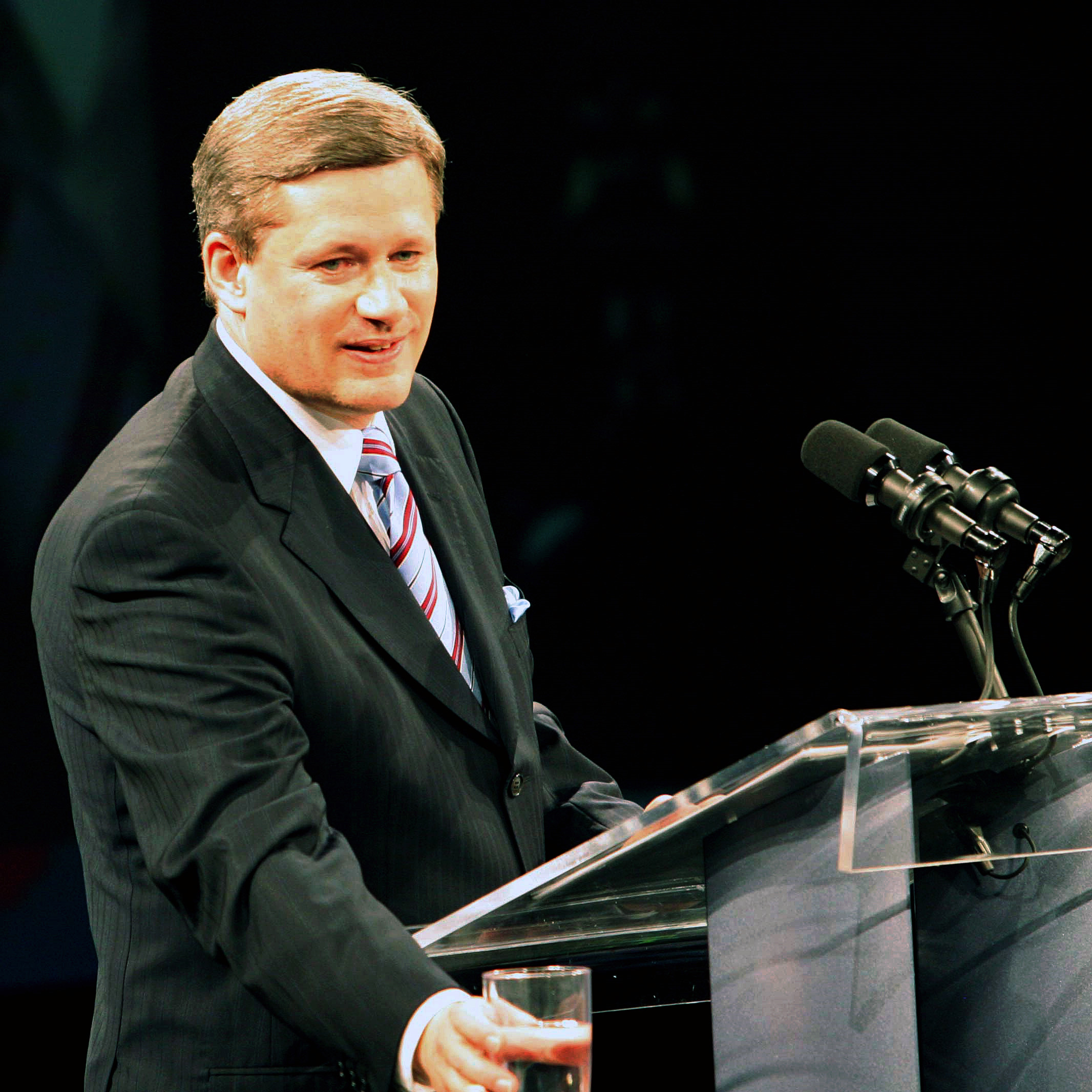
Harper poco dopo le elezioni del 2006

Un anno dopo, nel 2005, il governo di minoranza retto da Paul Martin cade su una mozione di sfiducia presentata da Harper stesso, che guida il partito conservatore a una vittoria di stretta misura nelle elezioni federali del 2006, divenendo primo ministro. Alla guida di un governo conservatore di minoranza inaugurato il 6 febbraio 2006, Harper non riuscì a concludere la legislatura stante la precaria situazione del suo partito in parlamento. Nelle elezioni anticipate del 2008, i conservatori guadagnarono alcuni seggi ma rimasero in minoranza (143 su 308).

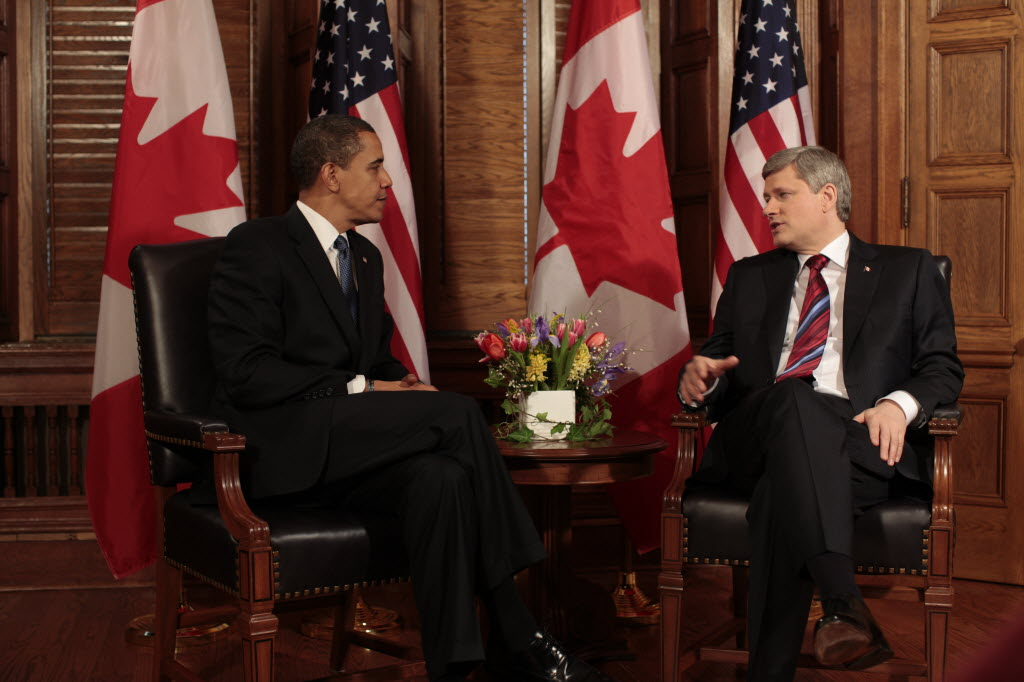
Harper e il Presidente Obama nel 2009 a Ottawa

Il partito vinse le elezioni federali del 2011 ottenendo la maggioranza assoluta nella Camera dei comuni, con 166 seggi.
Nella politica interna il governo ha attuato numerosi tagli delle tasse a individui e aziende.
In politica estera il governo conservatore ha rafforzato i legami con Israele, a cui ha fornito uno strenuo e continuo sostegno sul piano internazionale. Dettando una linea più interventista dei precedenti esecutivi, il governo Harper ha ordinato interventi militari in Libia e in Siria.
Nell'agosto 2015, Harper ha chiesto al Governatore generale la dissoluzione del Parlamento, formula per indire nuove elezioni il 19 ottobre.
Il 19 ottobre 2015 ha perso le elezioni generali, battuto dal Partito Liberale del Canada guidato da Justin Trudeau.
Con la sconfitta elettorale si dimette da leader del partito. L'anno successivo si ritira dalla Camera dei comuni e dalla politica canadese.
Nel 2018 diventa presidente dell'Unione Democratica Internazionale.
Secondo Harper, la guerra commerciale del luglio 2025 con gli Stati Uniti è un "campanello d'allarme" che dovrebbe spingere il Canada a diversificare i suoi partner commerciali.